# Camponotus pseudoirritans
Camponotus pseudoirritans é uma espécie de inseto do gênero Camponotus, pertencente à família Formicidae.